# Stanisław Żółtowski (1849–1908)
Stanisław Żółtowski, hrabia herbu Ogończyk (ur. 6 maja 1849 w Nieborowie, zm. 1 lutego 1908 w Zakopanem) – polski ziemianin, działacz gospodarczy i polityk konserwatywny.
Ziemianin, właściciel majątku Niechanów (3 774 ha). W Niechanowie przeprowadził generalny remont pałacu zbudowanego przez Garczyńskich pod koniec XVIII wieku. Rozbudował także w latach 1906–1908 istniejący tu drewniany kościół św. Jakuba. Wraz z żoną prowadził salon towarzyski w Poznaniu. Działacz i jeden z przywódców stronnictwa konserwatywnego, związanego silnie z kościołem w Wielkopolsce. W 1886 złożył na ręce papieża Leona XIII memoriał opisujący agresywną politykę Niemiec wobec Polski i płynące z niej zagrożenie dla Kościoła. Prezes Wielkopolskiego Centralnego Towarzystwa Gospodarczego i prezes Banku Ziemskiego. Członek korespondent Galicyjskiego Towarzystwa Gospodarskiego (1887-1892).

## Rodzina
Urodził się w rodzinie ziemiańskiej, syn Franciszka Józefa (1818-1894) i Zofii z Zamoyskich (1825-1853). Miał rodzeństwo: brata Marcelego (1850-1925) oraz siostry: Elżbietę (1848-1863), Różę (1849-1923) żonę Jana Czorby (1843-1905) i Zofię (1856-1867). Ożenił się w 1877 z Marią z Sapiehów (1855-1929). Mieli synów: ziemianina i bankowca Leona Żółtowskiego (1877-1956), filozofa i polityka Adama Żółtowskiego (1881-1958), Pawła (1889-1985), Tomasza (1897-1935) oraz córki; Zofię (1887-1975) żonę wiceministra spraw zagranicznych Stefana Dąbrowskiego (1877-1947), Marię (1891-1894), Jadwigę (1893-1895).